# Gmina Parczew
Die Gmina Parczew ist eine Stadt-und-Land-Gemeinde im Powiat Parczewski der Woiwodschaft Lublin in Polen. Ihr Sitz ist die gleichnamige Stadt.

## Gliederung
Zur Stadt-und-Land-Gemeinde gehören neben der Stadt Parczew folgende 19 Ortschaften mit einem Schulzenamt:
Babianka
Brudno
Buradów
Jasionka
Koczergi
Komarne
Królewski Dwór
Laski
Michałówka
Pohulanka
Przewłoka
Siedliki
Sowin
Szytki
Tyśmienica
Wierzbówka
Wola Przewłocka
Zaniówka